# Италия на летних Олимпийских играх 1960
Италия на летних Олимпийских играх 1960 была представлена 280 спортсменами в 19 видах спорта.
Летние Олимпийские игры 1960 года прошли в итальянской столице Риме. Италия впервые стала хозяйкой летних Олимпийских игр. Завоевав 36 медалей, итальянская сборная повторила свой лучший результат, который был достигнут на играх 1932 года.

## Награды

### Золото
| Золото | |                                                    |
| №      | Спортсмены | Вид спорта (дисциплина)                            |
| 1      | Франческо Муссо | Бокс (до 57 кг)                                    |
| 2      | Джованни Бенвенути | Бокс (до 67 кг)                                    |
| 3      | Франческо Де Пикколи | Бокс (свыше 81 кг)                                 |
| 4      | Санте Гаярдони | Велоспорт (мужчины, спринт)                        |
| 5      | Санте Гаярдони | Велоспорт (мужчины, гит на 1000 метров)            |
| 6      | Джузеппе Бегетто Серджио Бьянкетто | Велоспорт (мужчины, тандем)                        |
| 7      | Марино Винья Луиджи Арьенти Франко Теста Марио Валлотто | Велоспорт (мужчины, командная гонка преследования) |
| 8      | Ливио Трапе Антонио Байлетти Оттавио Кольяти Джакомо Форнони | Велоспорт (мужчины, раздельная шоссейная гонка)    |
| 9      | Амедео Амброн, Данио Барди, Джузеппе Д’Альтруи, Сальваторе Джонта, Джанкарло Гуэррини, Франко Лаворатори, Джанни Лонци, Луиджи Маннелли, Розарио Пармеджани, Эральдо Пиццо, Данте Росси, Брунелло Спинелли | Водное поло (мужчины)                              |
| 10     | Раймондо Д'Инцео | Конный спорт (индивидуальный конкур)               |
| 11     | Ливио Беррути | Лёгкая атлетика (мужчины, 200 м)                   |
| 12     | Джузеппе Дельфино | Фехтование (мужчины, индивидуальная шпага)         |
| 13     | Джузеппе Дельфино Альберто Пеллегрино Карло Павези Эдоардо Манджаротти Фиоренцо Марини Джанлуиджи Саккаро                                                                                                  | Фехтование (мужчины, командная шпага)              |

### Серебро
| Серебро |                                                                                       |                                                                 |
| №       | Спортсмены                                                                            | Вид спорта (дисциплина)                                         |
| 1       | Тулио Баралья Ренато Бозатта Джанкарло Кроста Джузеппе Галанте                        | Академическая гребля (мужчины, четвёрка распашная без рулевого) |
| 2       | Примо Дзампарини                                                                      | Бокс (до 54 кг)                                                 |
| 3       | Сандро Лопополо                                                                       | Бокс (до 60 кг)                                                 |
| 4       | Кармело Босси                                                                         | Бокс (до 71 кг)                                                 |
| 5       | Ливио Трапе                                                                           | Велоспорт (мужчины, шоссейная гонка)                            |
| 6       | Альдо Деци Франческо Ла Маккия                                                        | Гребля на байдарках и каноэ (мужчины, 1000 м, К-2)              |
| 7       | Пьеро Д'Инцео                                                                         | Конный спорт (индивидуальный конкур)                            |
| 8       | Джованни Карминуччи                                                                   | Спортивная гимнастика (мужчины, параллельные брусья)            |
| 9       | Галиани Россини                                                                       | Стрельба (мужчины, трап)                                        |
| 10      | Альберто Пеллегрино Луиджи Карпанеда Марио Курлетто Альдо Ауреджи Эдоардо Манджаротти | Фехтование (мужчины, командная рапира)                          |

### Бронза
| Бронза | |                                                              |
| №      | Спортсмены | Вид спорта (дисциплина)                                      |
| 1      | Фульвио Балатти Джованни Дзукки Романо Сгейц Иво Стефанони Франко Тринкавелли                                   | Академическая гребля (мужчины, четвёрка распашная с рулевым) |
| 2      | Джулио Сарауди                                                                                                  | Бокс (до 81 кг)                                              |
| 3      | Валентино Гаспарелла                                                                                            | Велоспорт (мужчины, спринт)                                  |
| 4      | Раймондо Д'Инцео Пьеро Д'Инцео Антонио Оппес                                                                    | Конный спорт (индивидуальный конкур)                         |
| 5      | Абдон Памич | Лёгкая атлетика (мужчины, ходьба, 50 км)                     |
| 6      | Джузеппина Леоне                                                                                                | Лёгкая атлетика (женщины, 100 м)                             |
| 7      | Джулио Де Стефано Антонио Козентино Антонио Чичильяно                                                           | Парусный спорт (мужчины, класс Дракон)                       |
| 8      | Франко Меникелли                                                                                                | Спортивная гимнастика (мужчины, вольные упражнения)          |
| 9      | Анджело Викарди Джованни Карминуччи Паскуале Карминуччи Джанфранко Марцолла Франко Меникелли Орландо Польмонари | Спортивная гимнастика (мужчины, командное первенство)        |
| 10     | Себастьяно Маннирони                                                                                            | Тяжёлая атлетика (мужчины, до 75 кг)                         |
| 11     | Владимиро Каларезе                                                                                              | Фехтование (мужчины, индивидуальная сабля)                   |
| 12     | Джампаоло Каланкини Владимиро Каларезе Марио Раваньян Роберто Феррари Пьерлуиджи Чикка                          | Фехтование (мужчины, командная сабля)                        |
| 13     | Ирене Камбер Бруна Коломбетти Клаудия Пазини Антонелла Раньо-Лонци Велледа Чезари                               | Фехтование (женщины, командная рапира)                       |

## Результаты соревнований

### Академическая гребля
В следующий раунд из каждого заезда проходили несколько лучших экипажей (в зависимости от дисциплины). В финал A выходили 6 сильнейших экипажей.
Мужчины
| Соревнование | Спортсмены                | Предварительный заезд | Предварительный заезд | Предварительный заезд | Отборочный заезд | Отборочный заезд | Отборочный заезд | Полуфинал     | Полуфинал     | Полуфинал     | Финал                 | Финал                 |
| Соревнование | Спортсмены                | Заезд                 | Время                 | Место                 | Заезд            | Время            | Место            | Заезд         | Время         | Место         | Время                 | Место                 |
| ------------ | ------------------------- | --------------------- | --------------------- | --------------------- | ---------------- | ---------------- | ---------------- | ------------- | ------------- | ------------- | --------------------- | --------------------- |
| одиночки     | Савино Ребек              | 3                     | 7:29,58               | 1 Q                   | не участвовал    | не участвовал    | не участвовал    | не проводился | не проводился | не проводился | 7:31,09               | 6                     |
| двойки       | Паоло Мозетти Марио Петри | 2                     | 7:07,17               | 1 Q                   | не участвовали   | не участвовали   | не участвовали   | 2             | 7:40,09       | 4             | завершили выступление | завершили выступление |

### Конный спорт
Троеборье
| Соревнование              | Спортсмены                                                       | Выездка   | Выездка | Кросс     | Кросс | Конкур               | Конкур               | Всего     | Всего |
| Соревнование              | Спортсмены                                                       | Результат | Место   | Результат | Место | Результат            | Место                | Результат | Место |
| ------------------------- | ---------------------------------------------------------------- | --------- | ------- | --------- | ----- | -------------------- | -------------------- | --------- | ----- |
| индивидуальное первенство | Алессандро Арджентон на Rainbow Bouncer                          | -185,01   | 71      | DNF       | DNF   | Завершил выступление | Завершил выступление | —         | —     |
| командное первенство      | Алессандро Арджентон Джованни Гриньоло Людовико Нава Лючио Таска | -441,51   | 16      | -74,20    | 6     | -12,50               | 2                    | -528,21   | 5     |